# San simon da costa
Le san simon da costa, ou queso san simón da costa en espagnol, est un fromage espagnol, fabriqué dans la province de Lugo en Galice. Il s'agit d'un fromage à pâte pressée non cuite au lait de vache cru ou pasteurisé, fumé au bois de bouleau. Il bénéficie d'une appellation d'origine protégée depuis 2008. Il est reconnaissable à sa forme pointue caractéristique et à sa croûte lisse et brune.

## Description
Les san simon da costa se présentent sous forme de boules aplaties en dessous et se finissant en pointe au dessus. On les trouve en deux formats : 
- grands, entre 13 cm et 18 cm de hauteur et pesant entre 800 g et 1,5 kg,
- petits, aussi appelés "bufón", entre 10 cm et 13 cm de hauteur avec un poids de 400 g à 800 g.

Le san simon da costa est recouvert d'une croûte dure de quelques millimètres d'épaisseur, lisse et fumée au bois de bouleau, ce qui lui donne une couleur ocre. Sa pâte est blanche, grasse et légèrement élastique. Elle présente de petits trous arrondis et irréguliers.
Sa teneur en matière grasse est d'au moins 60% sur extrait sec, et l'extrait sec doit représenter au moins 55% du poids total du fromage. Le pH se situe entre 5 et 5,6.

## Fabrication
Le san simon da costa ne peut être produit que dans les neuf communes de la région de Terra Chá, dans la province de Lugo en Galice : Vilalba, Muras, Xermade, Abadín, Guitiriz, Begonte, Castro de Rei, Cospeito et A Pastoriza. Le lait, issu de vaches de races blondes de Galice, brunes des Alpes, frisonnes ou de leurs croisements, peut être pasteurisé ou non. Le caillage s'effectue par ajout de présure et de ferments lactiques (lactoccus lactis et streptococus cremoris) à une température entre 31°C et 33°C pour du lait pasteurisé et entre 28°C et 32°C pour du lait cru. Le caillé est découpé jusqu'à obtenir un grain d'un diamètre allant de 5 mm à 12 mm. Les fromages sont alors moulés, pressés puis enveloppés dans des serviettes en coton pour aider à éliminer le petit-lait et pour leur donner une croûte plus lisse. Les fromages sont enfin salés dans un bain de saumure puis affinés. L'affinage  dure au minimum 30 jours pour les petits fromages (bufón) ou 45 jours pour les plus gros. Durant ce temps, les fromages sont régulièrement retournés et nettoyés. Une fois affinés, les san simon da costa, peuvent être trempés dans un bain d'huile d'olive pour retarder l'apparition de moisissures. Ils sont ensuite fumés en utilisant du bois de bouleau sans écorce, jusqu'à ce qu'ils obtiennent leur couleur brune claire caractéristique.

## Production
Aujourd'hui, la production de san simon da costa est d'environ 400 tonnes par an.